# Dorcatoma janssoni
Dorcatoma janssoni is een keversoort uit de familie klopkevers (Anobiidae). De wetenschappelijke naam van de soort is voor het eerst geldig gepubliceerd in 2002 door Büche & Lundberg.